# Colophon neli
Colophon neli é uma espécie de escaravelho da família Lucanidae.
É endémica da África do Sul.